# First Folio

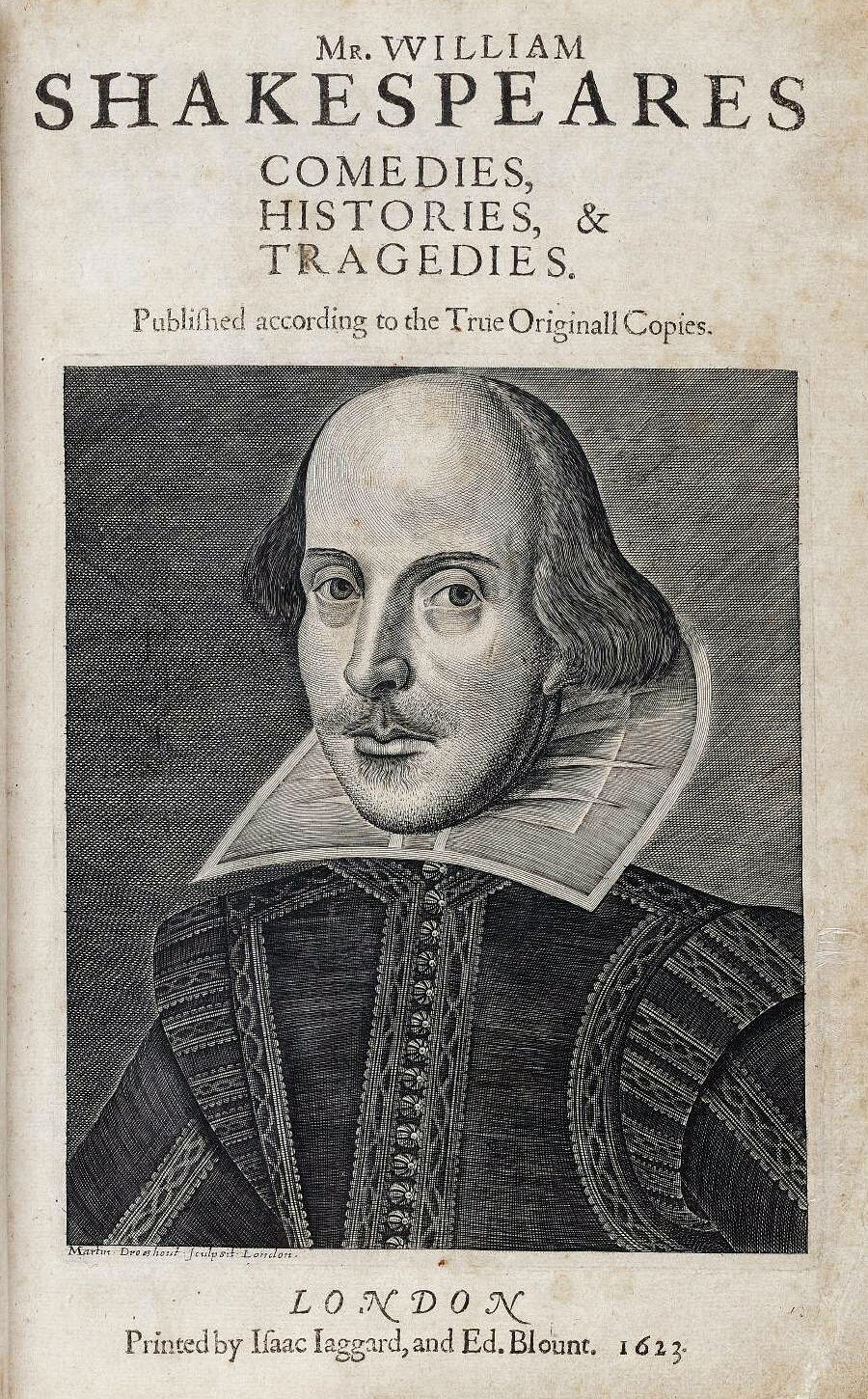
De titelpagina van de First Folio uit 1623 met het beroemde gravureportret van William Shakespeare door Martin Droeshout

First Folio is de naam die moderne geleerden hebben gegeven aan de eerste gepubliceerde collectie van William Shakespeares toneelstukken. De eigenlijke titel is Mr. William Shakespeares Comedies, Histories & Tragedies. De collectie is gedrukt in boekformaat, en bevat 36 toneelstukken. Ze werd samengesteld door John Heminges en Henry Condell (beiden collega's van Shakespeare) in 1623, ongeveer zeven jaar na zijn dood. De First Folio is een waardevolle brontekst, zelfs voor de achttien werken die reeds eerder in kwartoformaat waren gepubliceerd. Het omvat al de toneelstukken die geaccepteerd zijn als Shakespearewerken, met uitzondering van Pericles, Prince of Tyre, The Two Noble Kinsmen, en de 'lost plays' Cardenio en Love's Labour's Won. Het bevat geen gedichten.

## Het boekdrukken
Heminges en Condell stelden het boek samen. Degenen die het boek publiceerden, waren de boekverkopers Edward Blount en vader en zoon William en Isaac Jaggard, leden van de Stationers' Company. De Jaggards waren zowel drukkers als boekverkopers, een nogal ongewone, maar soms voorkomende combinatie. William Jaggard leek een rare keuze, daar hij de twijfelachtige collectie The Passionate Pilgrim uitbracht als een werk van Shakespeare, en in 1619 nieuwe edities had gedrukt van tien shakespeareaanse kwarto's, waarop hij geen duidelijke rechten bezat, sommige met vervalste datum en titelpagina's. Het is doordat de lay-out en het drukken van het First Folio zo een groot werk was, dat men niet anders kon dan ook gebruik te maken van de Jaggardwinkel. (In elk geval was William Jaggard oud, ziek en blind in 1623, en stierf hij een maand voor het boek verkocht werd; het meeste werk aan het project zal door zijn zoon Isaac gedaan zijn.)
Onder de bewerkers waren twee handelaren die de rechten bezaten op individuele toneelstukken, die voordien al eens gedrukt waren, William Aspley (Much Ado About Nothing, Henry IV, part 1) en John Smethwick (Love's Labour's Lost, Romeo and Juliet, Hamlet). Smethwick was een zakenpartner van een andere Jaggard, John, de broer van William.
Het daadwerkelijke drukken van de First Folio werd vermoedelijk gedaan tussen april en oktober 1621, en dan na een pauze voor ander werk hervat in de lente van 1622 tot de lente van het volgende jaar. Het werk was compleet en het boek was eind 1623 te koop.

### Keuze voor het folioformaat
Dat gekozen werd voor het folioformaat was in die tijd niet zo vanzelfsprekend. Toen de dichter en dramaturg Ben Jonson in 1616 zijn verzameld werk liet uitgeven in folioformaat, vonden critici reeds dat hij zich belachelijk had gemaakt omdat hij blijkbaar het verschil niet meer wist tussen work and play (werk en spel). Dit grotere formaat was immers gewoonlijk voorbehouden aan ernstige naslagwerken over geleerde onderwerpen als theologie, recht en geschiedenis, en aan de verzamelde geschriften van belangrijke auteurs zoals Homerus en Tacitus. Ook werken van tijdgenoten zoals de poet laureate Edmund Spenser en de aristocraat Philip Sidney werden gedrukt in dit formaat dat was bestemd voor ernstige literatuur. Toneelstukken werden toen echter beschouwd als triviaal volksvermaak, waarvoor het bescheiden kwartoformaat beter geschikt was.

## De inhoud
De 36 toneelstukken van de First Folio komen in de hieronder gegeven volgorde voor. Toneelstukken die nooit zijn uitgegeven geweest vóór 1623 zijn gemerkt met ✓. Bij de andere stukken wordt het jaartal van de eerste quarto-edities (FQ) vermeld.
Comedies
- 1 The Tempest ✓ manuscript behandeld door Ralph Crane
- 2 The Two Gentlemen of Verona ✓ door Ralph Crane
- 3 The Merry Wives of Windsor (FQ 1602) transcript door Ralph Crane
- 4 Measure for Measure ✓ waarschijnlijk een transcript door Ralph Crane
- 5 The Comedy of Errors ✓ waarschijnlijk van Shakespeares "foul papers," (proefjes) lichtjes veranderd
- 6 Much Ado About Nothing (FQ 1600)
- 7 Love's Labour's Lost (FQ 1598)
- 8 A Midsummer Night's Dream (FQ 1600)
- 9 The Merchant of Venice (FQ 1600)
- 10 As You Like It ✓
- 11 The Taming of the Shrew ✓
- 12 All's Well That Ends Well ✓
- 13 Twelfth Night ✓
- 14 The Winter's Tale ✓ transcript door Ralph Crane

Histories
- 15 The Life and Death of King John ✓
- 16 Richard II (FQ 1597, 1608)
- 17 Henry IV, part 1 (FQ 1598)
- 18 Henry IV, part 2 (FQ 1600)
- 19 Henry V (toneelstuk) (FQ 1600)
- 20 Henry VI, part 1 ✓
- 21 Henry VI, part 2 (FQ 1594)
- 22 Henry VI, part 3 (FQ 1595)
- 23 Richard III (FQ 1597)
- 24 Henry VIII ✓

Tragedies
- 25 Troilus and Cressida (FQ 1609)
- 26 Coriolanus ✓
- 27 Titus Andronicus (FQ 1594)
- 28 Romeo and Juliet (FQ 1597,1599)
- 29 Timon of Athens ✓
- 30 Julius Caesar ✓
- 31 Macbeth ✓
- 32 Hamlet (FQ 1603,1604)
- 33 King Lear (FQ 1608)
- 34 Othello (FQ 1622)
- 35 Antony and Cleopatra ✓
- 36 Cymbeline ✓

Troilus and Cressida was oorspronkelijk bedoeld om Romeo and Juliet op te volgen, maar het drukken werd gestopt, waarschijnlijk door een conflict over de rechten op het stuk. Het werd later ingevoegd als de eerste van de tragedies, toen de rechtenkwestie was opgelost.

## Verschillende versies
W.W. Greg stelde dat Edward Knight, de 'boekhouder' van de King's Men, het eigenlijke proeflezen deed van de teksten in de First Folio. King was verantwoordelijk voor het onderhoud en het lezen van de manuscripten van het bedrijf; hij moest erop toezien dat de richtlijnen in verband met weglatingen en veranderingen gebeurden volgens de richtlijnen gestipuleerd door de Master of the Revels (bureau van toneelcensuur).
Sommige Shakespeareregisseurs en moderne editoren van Shakespeares toneelstukken gaan ervan uit dat acteurs mogelijk cues in de Folio verwijderden, zoals kapitalisatie van een tekst en verschillende interpuncties, en dat ze zelfs hele woorden weglieten of vervingen. Daardoor blijven specialisten voortdurend werken aan een zo getrouw mogelijke tekstreconstructie, en bestaan er al naargelang de uitgave verschillende versies van de teksten. De meest autoritaire edities zijn die van The Oxford Shakespeare.